# 2008년 캐나다 연방 선거
2008년 캐나다 연방 선거는 전체 308석의 캐나다 하원의원을 선출하기 위해 10월 14일 실시되었다. 총 13,929,093명의 유권자가 투표에 참여해 59%의 투표율을 기록하였다.
선거 결과 보수당이 143석을 얻어 1당 자리를 유지하였지만 목표로 한 과반수 확보에는 실패하였다. 자유당은 77석, 퀘벡 블록은 49석, 신민주당은 37석을 확보하였다. 1988년 총선 이후로 보수당과 신민주당은 최대 의석을, 자유당은 최소 의석을 확보하면서 희비가 엇갈렸다. 그러나 보수당이 여전히 과반수를 차지하지 못하면서 스티븐 하퍼 내각의 불안정성은 유지되었다.

## 선거 이전
2006년 총선으로 집권하게 된 스티븐 하퍼의 보수당 내각은 과반수를 확보하지 못한 소수 내각이어서 야당의 동의 없이는 법안이나 예산안을 통과시킬 수 없었다. 이에 하퍼가 조기에 의회를 해산해 조기 총선을 치룰 것이라는 관측이 계속 나왔다.
2008년 8월 27일 하퍼가 캐나다 총독인 미카엘 장에게 베이징 패럴림픽 참석을 유보해줄 것을 요청하면서 조기 총선이 곧 개최될 것이라는 예상이 나왔다. 이에 자유당 대표인 스테판 디옹은 자유당은 언제나 총선 준비가 되어 있다는 성명을 발표하였으며, 퀘벡 블록과 신민주당은 조기 총선 개최를 환영한다는 입장을 내놓았다. 이어 9월 7일 하퍼가 장에게 의회 해산과 총선 실시를 건의하면서 선거전이 시작되었다.

## 선거 과정
유세 초반만 하더라도 보수당의 과반수 확보는 가능할 것으로 여겨졌지만 9월 15일 리먼 브라더스 파산으로 시작된 세계적인 경제 위기 우려 속에서 캐나다 증시가 급락하자 여론조사상 보수당의 지지율이 하락하였다.
한편 자유당 대표인 스테판 디옹은 전직 교수 출신의 퀘벡인으로서, 영어 회화에 서툴러 연설을 할 때마다 문법이 틀리거나 발음이 엉키는 등의 문제점을 노출하였다. 그는 선거 공약으로 '그린 시프트'를 발표, 모든 화석 연료 사용에 탄소세를 부과하겠다는 구상을 밝혔지만 이는 유권자들의 호응을 이끌어내는 데 실패하였다. 유세가 진행되면서 디옹이 퀘벡 블록과 신민주당이라는 두 좌익 정당과 연합하여 총리직을 차지하려고 시도할 것이라는 예측 역시 나타났다.

## 선거 결과
선거 결과 보수당은 143석을 차지해 1당 자리를 유지하였지만 목표로 하였던 과반수 확보에는 실패하였다. 보수당은 우익 정당으로서는 1988년 총선 이후 처음으로 온타리오에서, 1997년 총선 이후 처음으로 뉴브런즈윅에서 승리를 거뒀다. 또한, 보수당은 매니토바, 브리티시컬럼비아, 서스캐처원, 프린스에드워드아일랜드에서 의석과 득표율을 늘렸다. 이에 따라 보수당은 우익 계열 중 1988년 총선 이후 처음으로 동부 지역에서 자유당을 누르고 가장 많은 의석을 확보한 정당이 되었다. 그러나 보수당은 앨버타와 퀘벡에서 득표율이 감소하면서 부진하였고, 뉴펀들랜드래브라도에서는 아예 기존의 의석을 모두 잃는 참패를 당하였다.
자유당은 총 77석을 차지하면서 참패하였다. 이번 선거에서 거둔 자유당이 성적은 1984년 총선 이후 가장 낮은 의석 수치로, 동시에 기록한 득표율 26%는 캐나다 연방 수립 후 치러진 1867년 총선 이후 최저였다. 자유당은 거의 대부분 지역에서 득표율 하락을 겪었으며, 특히 기존에 우위를 지녔던 뉴브런즈윅과 온타리오에서는 상당수 의석을 잃으면서 지역 1위를 보수당에게 빼앗겼다. 그 외에도 자유당은 노바스코샤, 매니토바, 브리티시컬럼비아, 서스캐처원에서는 6%p 이상의 큰 하락을 겪어야 했다. 다만 자유당은 전국적인 패배 양상과 다르게 뉴펀들랜드래브라도와 퀘벡에서는 득표율을 올리면서 선전하였다.
| 정당                        | 정당             | 득표수     | 득표율 | 의석 |
| --------------------------- | ---------------- | ---------- | ------ | ---- |
|                             | 캐나다 보수당    | 5,209,069  | 37.65  | 143  |
|                             | 캐나다 자유당    | 3,633,185  | 26.26  | 77   |
|                             | 신민주당         | 2,515,288  | 18.18  | 37   |
|                             | 퀘벡 블록        | 1,379,991  | 9.98   | 49   |
|                             | 캐나다 녹색당    | 937,613    | 6.78   | -    |
| 기타 정당·무소속            | 기타 정당·무소속 | 159,148    | 1.15   | 2    |
| 유효표수                    | 유효표수         | 13,834,294 | 99.32  | -    |
| 무효표수                    | 무효표수         | 94,799     | 0.68   | -    |
| 투표자수                    | 투표자수         | 13,929,093 | 58.83  | 308  |
| 유권자수                    | 유권자수         | 23,677,639 | -      | -    |
| 출처: 캐나다 선거관리위원회 |                  |            |        |      |

### 주별 선거 결과
| 주·준주                | 보수  | 보수 | 자유  | 자유 | 신민  | 신민 | 퀘벡  | 퀘벡 | 녹색  | 기타 | 기타 | 전체 |
| 주·준주                | %     | #    | %     | #    | %     | #    | %     | #    | %     | %    | #    | 전체 |
| ---------------------- | ----- | ---- | ----- | ---- | ----- | ---- | ----- | ---- | ----- | ---- | ---- | ---- |
| 노바스코샤             | 26.10 | 3    | 29.83 | 5    | 28.92 | 2    | -     | -    | 8.04  | 7.11 | 1    | 11   |
| 노스웨스트             | 37.63 | -    | 13.58 | -    | 41.45 | 1    | -     | -    | 5.50  | 1.84 | -    | 1    |
| 누나부트               | 34.92 | 1    | 29.14 | -    | 27.64 | -    | -     | -    | 8.30  | -    | -    | 1    |
| 뉴브런즈윅             | 39.41 | 6    | 32.48 | 3    | 21.87 | 1    | -     | -    | 6.11  | 0.14 | -    | 10   |
| 뉴펀들랜드래브라도     | 16.57 | -    | 46.75 | 6    | 33.73 | 1    | -     | -    | 1.67  | 1.27 | -    | 7    |
| 매니토바               | 48.89 | 9    | 19.14 | 1    | 24.04 | 4    | -     | -    | 6.76  | 1.17 | -    | 14   |
| 브리티시컬럼비아       | 44.45 | 22   | 19.31 | 5    | 26.09 | 9    | -     | -    | 9.38  | 0.76 | -    | 36   |
| 서스캐처원             | 53.84 | 13   | 14.87 | 1    | 25.49 | -    | -     | -    | 5.53  | 0.27 | -    | 14   |
| 앨버타                 | 64.68 | 27   | 11.38 | -    | 12.66 | 1    | -     | -    | 8.76  | 2.53 | -    | 28   |
| 온타리오               | 39.21 | 51   | 33.82 | 38   | 18.20 | 17   | -     | -    | 7.95  | 0.82 | -    | 106  |
| 유콘                   | 32.66 | -    | 45.80 | 1    | 8.70  | -    | -     | -    | 12.83 | -    | -    | 1    |
| 퀘벡                   | 21.68 | 10   | 23.76 | 14   | 12.18 | 1    | 38.11 | 49   | 3.47  | 0.80 | 1    | 75   |
| 프린스에드워드아일랜드 | 36.22 | 1    | 47.68 | 3    | 9.75  | -    | -     | -    | 4.70  | 1.65 | -    | 4    |
| 전체                   | 37.65 | 143  | 26.26 | 77   | 18.18 | 37   | 9.98  | 49   | 6.78  | 1.15 | 2    | 308  |